# One of a kind (album van Orleans)
One of a kind is een studioalbum van Orleans. Het ging ten tijde van het uitbrengen van het album niet goed met de muziekgroep. Van vier vaste leden met succes slonk de band naar twee vaste leden zonder succes. Enige leden die overbleven waren feitelijk Larry en Lance Hoppen. Van One of a kind zijn alleen Amerikaanse persingen voorhanden. Bovendien ging het platenlabel failliet ten tijde van de release van het album.
Bob Leinbach, voormalig Orleanslid vormde samen met John Hall, ook ex-Orleans samen een band.

## Musici
- Larry Hoppen – gitaar, toetsinstrumenten, zang
- Lance Hoppen – basgitaar, zang

Met
- Lane Hoppen – toetsinstrumenten, zang
- Jerry Marotta – slagwerk
- Mike Mugrage – gitaar, zang
- Dennis Fly Amero – gitaar
- Jimmy Maelen – percussie

## Muziek
| Nr. | Titel                                                        | Duur |
| --- | ------------------------------------------------------------ | ---- |
| 1.  | One of a kind (Larry Hoppen)                                 |      |
| 2.  | I found someone (Larry Hoppen)                               |      |
| 3.  | Let it be me (Pierre Delanoë , Gilbert Becaud, Manny Curtis) |      |
| 4.  | Beatin’ around the bush (Larry en Lance Hoppen)              |      |
| 5.  | Save our planet (Larry en Lance Hoppen)                      |      |
| 6.  | Keep on shining (Larry Hoppen)                               |      |
| 7.  | Gotta lotta money (big deal) (Larry Hoppen, Marie Burns)     |      |
| 8.  | Give it to it (Larry Hoppen, Marie Burns)                    |      |
| 9.  | Circles (Larry Hoppen)                                       |      |
| 10. | Move on (Larry en Lance Hoppen)                              |      |

Let it be me is een cover van Je t'appartiens van Gilbert Bécaud en Piere Delanoë.